# تپه رضایی
تپه رضایی در شهرستان خرم‌آباد، بخش دوره چگنی، دهستان دوره، ۳۰۰ متری جنوب شرقی روستای مله امیری واقع شده و این اثر در تاریخ ۲۲ اسفند ۱۳۸۵ با شمارهٔ ثبت ۱۸۱۹۲ به‌عنوان یکی از آثار ملی ایران به ثبت رسیده است.